# Les Barons
Les Barons è un film del 2009 diretto da Nabil Ben Yadir.
La pellicola segue le vicende di un gruppo di giovani migranti di seconda e terza generazione provenienti dalla città belga di Molenbeek-Saint-Jean, luogo d'origine del regista. Si tratta di una coproduzione internazionale tra Belgio e Francia.
Il film ha ottenuto sei candidature ai premi Magritte 2011, tra cui miglior film e miglior regia per Ben Yadir.

## Riconoscimenti
- 2011 – Premio Magritte
  - Migliore attore non protagonista a Jan Decleir
  - Candidato come miglior film
  - Candidato come miglior regista a Nabil Ben Yadir
  - Candidato come migliore sceneggiatura a Nabil Ben Yadir, Laurent Brandenbourger e Sébastien Fernandez
  - Candidato come migliore attore a Mounir Ait Hamou
  - Candidato come migliore scenografia a Mohammed Ayada
- 2009 – Festival international du film de Marrakech
  - Prix du jury a Nabil Ben Yadir